# 1/2 (川本真琴の曲)
「1/2」（にぶんのいち）は、川本真琴の3枚目のシングル。1997年3月21日にソニー・ミュージックレコーズから発売された。

## 解説
フジテレビ系アニメ『るろうに剣心 -明治剣客浪漫譚-』の2代目オープニングテーマに起用され、累積売上73.1万枚（オリコン調べ）を売り上げた自身最大のヒットシングル。アニメの主題歌に起用されたことやアコースティック・ギターをかき鳴らす姿が印象的なミュージック・ビデオなどによって川本を幅広い層に認知させた楽曲。しかし本人は3歳から短大までピアノを学び、ギターは2ndシングル「DNA」のために短期間で身に付けたものであった。レコーディングのギター演奏は佐橋佳幸が担当している。
ジャケット写真撮影は荒木経惟である。

## 収録曲
全曲、作詞・作曲：川本真琴　編曲：石川鉄男
1. 1/2 [5:15]
フジテレビ系アニメ『るろうに剣心 -明治剣客浪漫譚-』オープニングテーマ
歌詞にノストラダムスが登場する。
2. 1 [5:03]
3. 1/2（オリジナル・カラオケ）

## 収録アルバム
- 『川本真琴』 (#1)
- 『The Complete Singles Collection 1996〜2001』 (#1,2,3)
- 『るろうに剣心 -明治剣客浪漫譚- ベスト・テーマ・コレクション』 (#1)
- 『るろうに剣心 -明治剣客浪漫譚- プレミアム・コレクション』 (#1)
- 『るろうに剣心 -明治剣客浪漫譚- COMPLETE CD・BOX』 (#1)
- 『るろうに剣心 -明治剣客浪漫譚- Complete Collection』 (#1)
- 佐橋佳幸『佐橋佳幸の仕事(1983-2015) ～Time Passes On～ 』 (#1)

## カバー・バージョン
「1/2」
- 中川翔子 - 2007年（アルバム『しょこたん☆かばー×2 〜アニソンに愛を込めて!!〜』）
- 中村知世 - 2008年（シングル）
- Mi - 2008年（アルバム『I Love Music〜Mi Best Collection〜』）
- ユミコ - 2009年（『JAPAN ANIMESONG COLLECTION VOL.25』に収録）
- PANDA 1/2 - 2010年（配信限定シングル）
- やなぎなぎ - 2013年（アルバム『エウアル』初回限定盤に収録）
- 川澄綾子 - 2013年（アルバム『TVアニメ バクマン。キャラクターカバーソングアルバム UTAMAN』に収録）
- カノエラナ - 2020年（アルバム『「尊い」〜解き放たれし二次元歌集〜』に収録）
- 中島愛 - 2022年（配信限定シングル『1/2 from CrosSing』に収録）